# Cadillac Cien
El Cadillac Cien es un automóvil conceptual creado por Cadillac que fue presentado en el Salón del Automóvil de Detroit en 2002 para conmemorar los 100 años de la marca. El nombre «Cien» indica los años en español —similar al Buick Centieme—. Fue diseñado por Simon Cox y apareció en la película de 2005 La isla.
El Cadillac Cien tiene un motor V12 montado longitudinalmente a 60 grados, de 7.5 litros, que produce 750 CV (708 kW) y 888 Nm de torque. Este motor experimental contó con inyección directa y desplazamiento a demanda, lo que permite que el motor funcione con solo seis cilindros o menos con una carga ligera. El Cien fue diseñado en Street and Racing Technology, un grupo de desarrollo de alta tecnología dentro de Chrysler LLC. El chasis monocasco Cien y el cuerpo están hechos de material compuesto de fibra de carbono y su diseño fue inspirado por el avión de caza F-22 Raptor.